# Toxorhynchites sumatranus
Toxorhynchites sumatranus är en tvåvingeart som först beskrevs av Steffen Lambert Brug 1939.  Toxorhynchites sumatranus ingår i släktet Toxorhynchites och familjen stickmyggor. Inga underarter finns listade i Catalogue of Life.